# Kew
Kew es un barrio del municipio de Richmond upon Thames, en el sudoeste de Londres, Inglaterra.

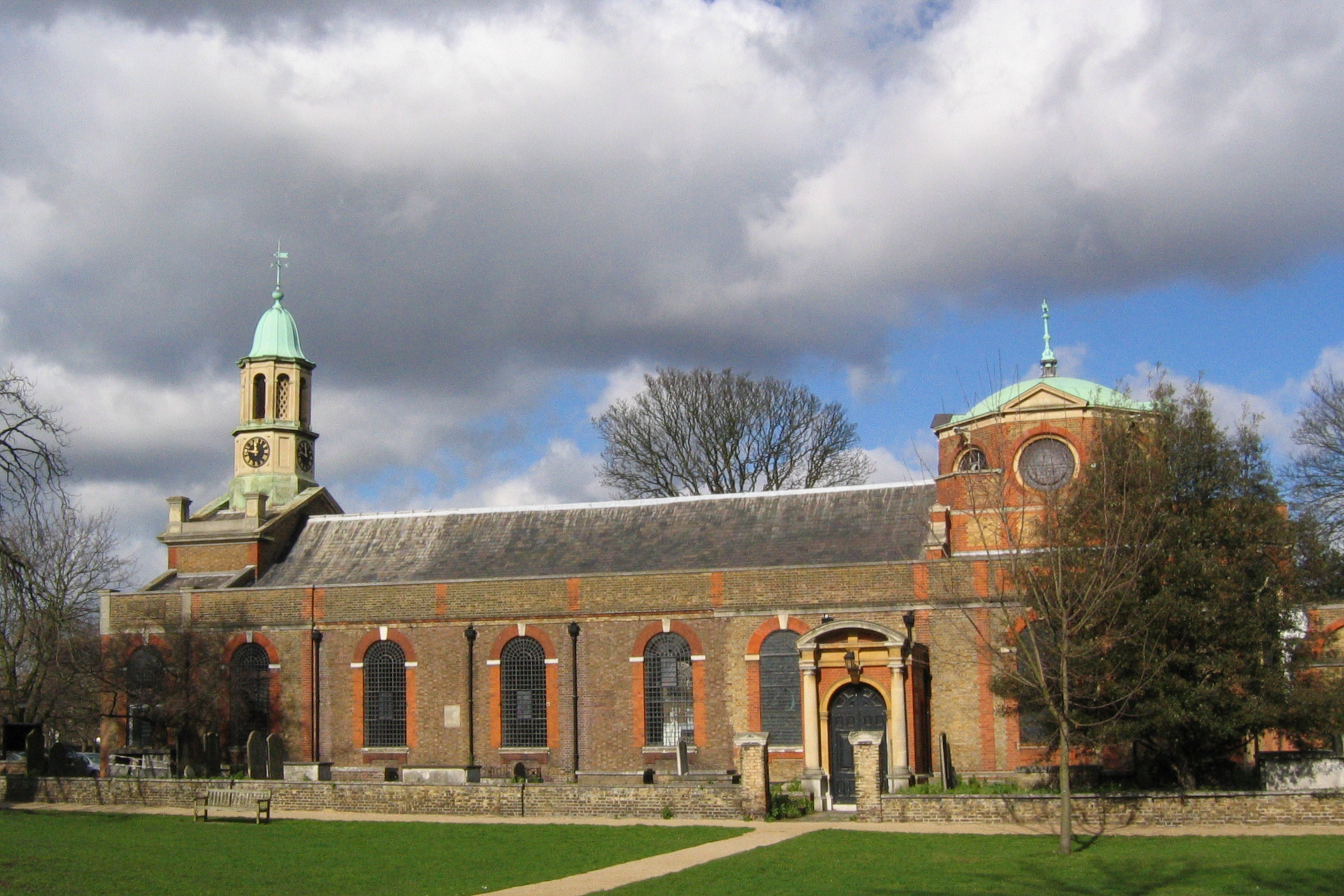
Saint Anne's Church a Kew.

Es famoso por ser la sede de los Reales Jardines Botánicos de Kew, del palacio del mismo nombre, declarados ambos patrimonio de la humanidad por la UNESCO,  y de los Archivos Nacionales del Reino Unido. 
El nombre Kew es una combinación de dos palabras: "quay" derivada de "kai" , que en francés antiguo significa "lugar de descanso", y del inglés antiguo "hoh" que significa "diente de tierra". Este diente de tierra corresponde a una curvatura del río Támesis. El nombre fue registrado en 1327 como "Cayho" (*). 
La iglesia de Kew, dedicada a Santa Ana (en inglés Saint Anne's Church), fue consagrada en 1714. En su cementerio se encuentran los sepulcros de los pintores Johann Zoffany, Franz Bauer y Thomas Gainsborough, y de los botánicos y directores de los Jardinés de Kew William Jackson Hooker y su hijo Joseph Dalton Hooker. El duque Adolfo de Cambridge y su mujer Augusta de Hesse-Kassel estuvieron enterrados en un mausoleo al este de la iglesia antes de ser trasladados a la Capilla de San Jorge de Windsor en 1930.